# Monoplius imitator
Monoplius imitator är en skalbaggsart som beskrevs av Brauns 1912. Monoplius imitator ingår i släktet Monoplius och familjen stumpbaggar. Inga underarter finns listade i Catalogue of Life.